# Сан Мартино ин Рио
Сан Мартино ин Рио (итал. San Martino in Rio) је насеље у Италији у округу Ређо Емилија, региону Емилија-Ромања.
Према процени из 2011. у насељу је живело 6093 становника. Насеље се налази на надморској висини од 40 м.

## Становништво
Према резултатима пописа становништва 2011. у општини је живело 7.773 становника.
| 1931. | 1936. | 1951. | 1961. | 1971. | 1981. | 1991. | 2001. | 2011. |
| ----- | ----- | ----- | ----- | ----- | ----- | ----- | ----- | ----- |
| 5.456 | 5.416 | 5.330 | 5.026 | 5.012 | 5.149 | 5.410 | 6.484 | 7.773 |